# Heden och Skansbacken
Heden och Skansbacken är sedan 2015 en av SCB avgränsad och namngiven tätort i Vansbro kommun. Den omfattar bebyggelse väster om älven och räknades före 2015 som en del av tätorten Nås.

## Befolkningsutveckling
| Befolkningsutvecklingen i Heden och Skansbacken 2015–2020 | Befolkningsutvecklingen i Heden och Skansbacken 2015–2020 | Befolkningsutvecklingen i Heden och Skansbacken 2015–2020 | Befolkningsutvecklingen i Heden och Skansbacken 2015–2020 | Befolkningsutvecklingen i Heden och Skansbacken 2015–2020 |
| --- | --------------------------------------------------------- | --------------------------------------------------------- | --------------------------------------------------------- | --------------------------------------------------------- |
| |                                                           |                                                           |                                                           |                                                           |
| År |                                                           |                                                           | Folkmängd                                                 | Areal (ha)                                                |
| 2015 | 2015                                                      |                                                           | 342                                                       | 205                                                       |
| 2016 | 2016                                                      |                                                           | 355                                                       | 205##                                                     |
| 2020 | 2020                                                      |                                                           | 347                                                       | 204                                                       |
| Anm.: Ny tätort 2015, utbruten ur Nås och sammanlagd med småorten Tyna och Heden ## Arean 31 december 2016, 2017 och 2018 fortsatt samma som avgränsades som tätort 2015. |                                                           |                                                           |                                                           |                                                           |